# Bryan Stevenson
Bryan Stevenson (Milton, 14 novembre 1959) è un avvocato e attivista statunitense, fondatore e direttore esecutivo della "Equal Justice Initiative" (con sede a Montgomery, in Alabama).

## Biografia
Clinical professor presso la New York University School of Law, Stevenson è un noto attivista per la giustizia sociale. Nella sua lunga carriera, Stevenson si è prodigato per salvare dozzine di prigionieri dalla pena di morte, sostenendo i poveri con appelli e dibattiti pubblici, atti a riformare e migliorare l'amministrazione della giustizia penale. Ha discusso e vinto importanti casi alla Corte suprema degli Stati Uniti. che hanno contribuito a riformare alcune norme, tra le quali "una sentenza del 2019 a tutela dei detenuti condannati che soffrono di demenza e una sentenza del 2012 che ha vietato le condanne all'ergastolo obbligatorie senza condizionale per tutti i minori di 17 anni".

## Riconoscimenti
Tra i molti premi prestigiosi, Stevenson è stato insignito del Reebok Human Rights Award nel 1989, della National Medal of Liberty dell'American Civil Liberties Union nel 1991 e del Benjamin Franklin Medal (American Philosophical Society) nel 2018. Nello stesso anno è stato premiato anche con l'E! People's Choice Award.

## Pubblicazioni
Ha all'attivo diverse pubblicazioni, tra le quali spicca in particolare il libro Just Mercy: A Story of Justice and Redemption, pubblicato nel 2014 da Spiegel & Grau e segnalato dal Time e dal New York Times tra i 10 libri dell'anno. Nel 2015 il volume ha vinto la medaglia Andrew Carnegie per l'eccellenza nella saggistica e il Dayton Literary Peace Prize ed è stato la base per il film Il diritto di opporsi (2019).